# Chabarowsk-1
Chabarowsk-1 (ros. Хабаровск-1) – stacja kolejowa w Chabarowsku, w Kraju Chabarowskim, w Rosji. Stacja posiada 5 peronów. Przepustowość stacji wynosi 10 tysięcy pasażerów dziennie i 3 mln rocznie.